# Melanorectes nigrescens
Melanorectes nigrescens là một loài chim trong họ Pachycephalidae.